# Erina zita
Erina zita är en fjärilsart som beskrevs av Grose-smith 1895. Erina zita ingår i släktet Erina och familjen juvelvingar. Inga underarter finns listade i Catalogue of Life.